# Intercityrijtuig

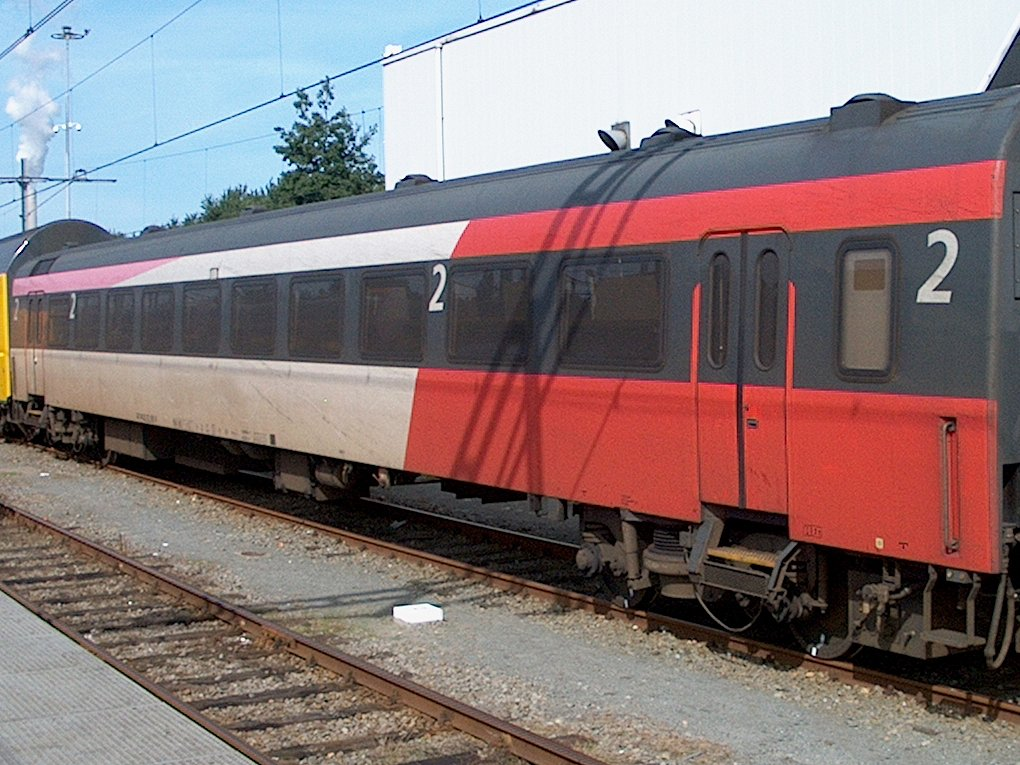
ICRm in de kleurstelling van FYRA.

Het Intercityrijtuig (ICR) is een rijtuig dat sinds 1980 door de Nederlandse Spoorwegen (NS) gebruikt wordt in Intercitytreinen.

## Ontwikkeling
Het rijtuig is ontwikkeld uit de middenbak van het Intercitytreinstel ICM. Het is voorzien van Y32-draaistellen, die in de jaren zeventig ontwikkeld waren voor de Franse Corail-rijtuigen en voor die tijd ongekend goede rijeigenschappen hadden. Tussen 1978 en 1984 zijn een aantal Corail-rijtuigen van de SNCF gehuurd. Er is toen overwogen dit type rijtuig ten behoeve van de getrokken treinen aan te schaffen. In plaats daarvan is besloten het ICR als eigen rijtuig te ontwikkelen, maar met de Franse draaistellen. Daarbij is de indeling van het interieur door de Corail-rijtuigen beïnvloed. Het oorspronkelijke interieur van de ICR-rijtuigen werd later ook toegepast in de ICM-treinstellen.

## Techniek
ICR is gebouwd door de firma Talbot in Aken. De rijtuigen zijn 26,4 meter lang en rusten op twee tweeassige draaistellen, afgeveerd met schroefveren en afgeremd met een gecombineerde schijf-/blokkenrem. De rijtuigverwarming is elektrisch. In tegenstelling tot oudere rijtuigen, waar de laagspanning via asgeneratoren werd opgewekt, put ICR de laagspanning voor verlichting en ventilatie via een statische omzetter en wisselrichter uit de treinverwarmingskabel. De rijtuigen beschikken over zwenkzwaaideuren en schuifdeuren die eerder in lijn met oudere Europese normen geopend werden door een klepje op de deur op te tillen. Inmiddels werkt dit met een drukknop zoals bij andere treinen. De maximumsnelheid van de rijtuigen bedraagt 160 km/h.

## Uitvoeringen
Er werden drie hoofdtypes ICR gebouwd:
- ICR-buurland, inzetbaar in Nederland, België, Duitsland en Luxemburg
- ICR-Benelux (met NS- en NMBS-logo's), vanzelfsprekend eveneens inzetbaar in de Benelux
- ICR-binnenland, alleen inzetbaar in Nederland

### ICR-buurland
Deze 166 rijtuigen, ook bekend als ICR-1 (1980-1982) en ICR-4 (1988), zijn geleverd in de uitvoeringen A (eerste klas) (45 stuks), B (tweede klas) (70 stuks) en BKD (tweede klas met keuken en bagageafdeling) (51 stuks). De rijtuigen ICR-4 zijn door de aanwezigheid van stuurstroomkabels ook geschikt voor de Beneluxdienst.
De buurlandrijtuigen onderscheiden zich van de binnenlandse rijtuigen door de klaptreden, meertalige opschriften, noodhamers en treinverwarming die naast 1500 volt gelijkspanning in Nederland en 3000 volt gelijkspanning in België ook werkt op de overige Europese spanningen (~ 15 000 volt 162⁄3 Hz en ~ 25 000 volt 50 Hz).
Na de renovatie tussen 2000 en 2005 is het type BKD verdwenen en zijn er drie nieuwe types verschenen: BD (tweede klas met bagageafdeling), Bf (tweede klas met bagageafdeling voor fietsen) en BDs (tweede klas met bagageafdeling en een stuurstand). Doordat er 37 rijtuigen van de NS overgeheveld werden naar NS Hispeed (de NS kreeg er 8 rijtuigen voor terug), er 2 rijtuigen na een ongeval gesloopt zijn, 1 exemplaar koninklijk rijtuig is geworden, en verscheidene A-rijtuigen gedegradeerd zijn, zijn de verhoudingen anders komen te liggen. Dit resulteerde in 46 B-rijtuigen, 20 A-rijtuigen, 7 BD-rijtuigen, 21 Bf-rijtuigen en tot slot 32 BDs-rijtuigen en de 8 B-rijtuigen van het type Benelux.

### ICR-binnenland
De 92 rijtuigen ICR-2 (32 type A en 60 type B) zijn enkel binnen Nederland toegelaten. De rijtuigen zijn tussen 1980 en 1982 gebouwd. Tussen 2000 en 2005 zijn al deze rijtuigen gerenoveerd. Door het verbouwen van een aantal tweede- naar eersteklasrijtuigen werd de verhouding 36 type A en 56 type B.

### ICR-Benelux

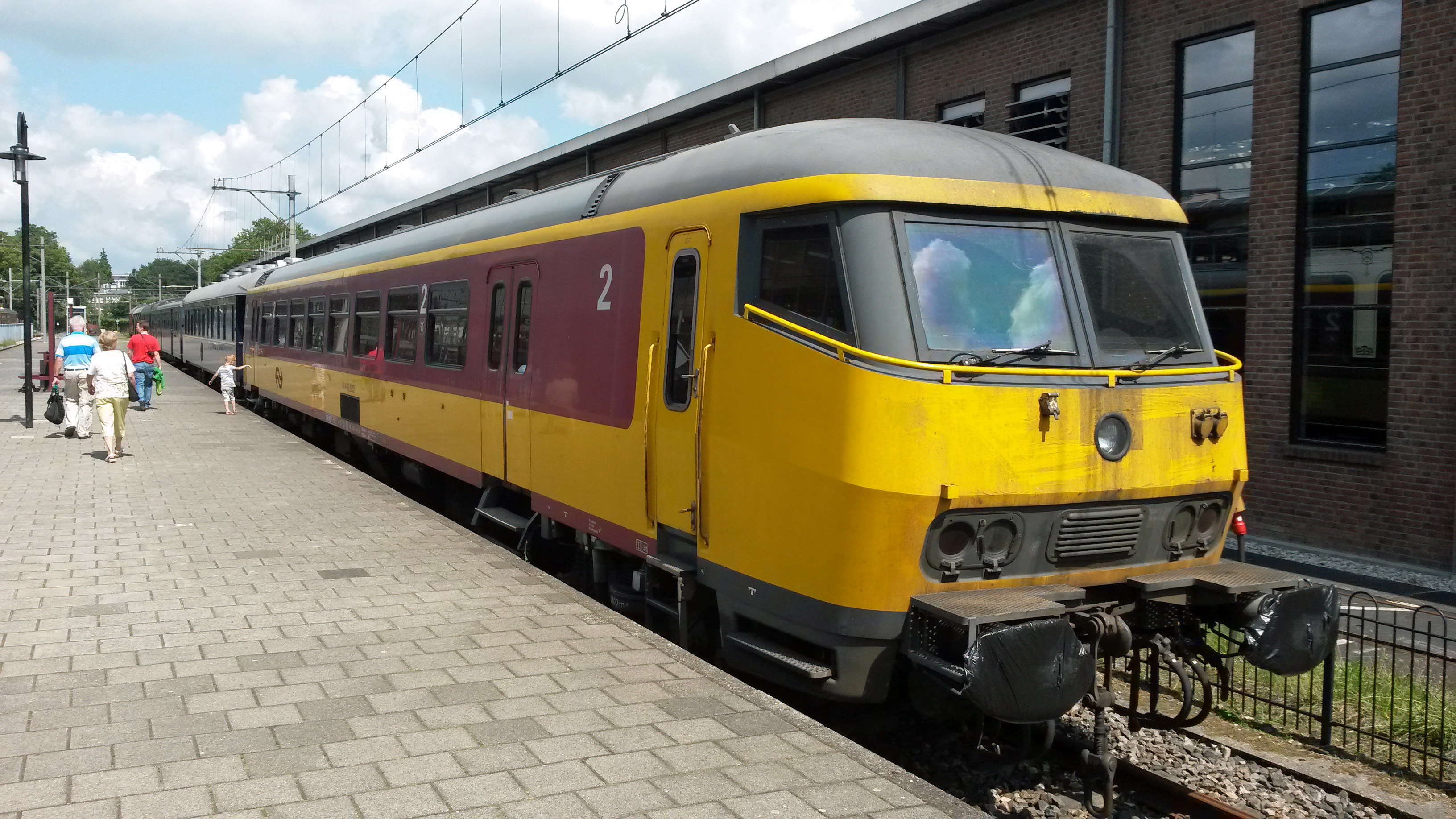
Benelux-stuurstandrijtuig. In 2010 zijn de stuurstandrijtuigen buiten dienst gesteld en vervolgens gesloopt. Eén rijtuig is bewaard gebleven in het Nederlands Spoorwegmuseum.

Deze serie, bouwjaar 1986-1987, bestond uit 59 rijtuigen ICR-3 type A, B, AB, BKD en Bs (tweede klas met stuurstand) voor de Beneluxdienst als trek-duwtrein in combinatie met oorspronkelijk de locomotief type HLE 11. In de stuurstanden zit de treinbestuurder, anders dan gebruikelijk bij Nederlands materieel, aan de linkerkant, net als in de gebruikte locomotieven. De Beneluxrijtuigen kenden bij indienststelling een afwijkende kleurstelling: de gebruikelijke blauwe band rond de ramen was vervangen door bordeauxrood, omdat dit ten tijde van de ingebruikname de huisstijlkleur van de NMBS was.

#### Renovatie
Na de verbouwing naar ICRm kregen alle rijtuigen de NS-kleuren blauw-geel, en vanaf 2007 werden de rijtuigen bestickerd in de nieuwe kleuren van NS Hispeed, in een streepachtig patroon van rood, wit en roze (met uitzondering van de Bs-stuurstanden: deze werden niet gemoderniseerd en bleven tot het einde in geel/rood rijden). Eén stuurstandrijtuig werd – bij wijze van stunt – wél bestickerd (in Amsterdam) en reed enkele jaren rond in de wit/rood/roze kleurstelling. De gebruikte Belgische locomotieven behielden de bordeauxrode kleurstelling. Wegens problemen met de NMBS-locomotieven op de steile helling vanuit de tunnel onder het station van Antwerpen werden de treinen vanaf 2009 getrokken door TRAXX-locomotieven. Bij de verbouwing naar ICRm zijn de types AB en BKD verdwenen, zij werden verbouwd naar B- en BD-rijtuigen. De stuurstandrijtuigen werden niet meer gerenoveerd, en werden langzaamaan buiten dienst gesteld en vervangen door een B-rijtuig met een locomotief. Na de renovatie bezat NS Hispeed 11 Bs-, 10 BD-, 10 A- en 20 B-rijtuigen van het type Benelux. 8 B-rijtuigen werden overgeheveld naar de binnenlandse dienst. Deze rijtuigen werden in de blauwe NS-huisstijl gebracht. Ter compensatie en voor de uitbreiding van het aantal diensten van NS Hispeed zijn 37 buurlandrijtuigen overgeheveld naar NS Hispeed: 1 BD-, 12 A- en 24 B-rijtuigen van het type ICR-buurland. Hiermee kunnen zonder gebruik van de stuurstanden precies elf stammen worden gevormd van de samenstelling loc-B-A-A-BD-B-B-B-loc. Medio 2011 werd de samenstelling gewijzigd in A-B-BD-B-B-B-A-loc. Ook werden de originele stammen versterkt met een ICRm-B-rijtuig in de kleurstelling geel/blauw omdat de verlenging van Fyra van Amsterdam – Schiphol – Rotterdam naar Breda extra rijtuigen vroeg. In 2010 zijn de laatste Bs-rijtuigen uit de Beneluxdienst buiten dienst gesteld. Begin 2011 werden al deze rijtuigen gesloopt, op rijtuig 50 84 28-70 101 na, dat naar het Spoorwegmuseum is gegaan.
| Rijtuigtype | Gebouwd voor | Aantal | Serie (voor verbouwing tot ICRm)                                       | Serie (na verbouwing tot ICRm) | Opmerkingen |
| ----------- | ------------ | ------ | ---------------------------------------------------------------------- | ------------------------------ | --- |
| ICR-1-A     | buurland     | 31     | 651-658, 661-668, 671-678, 681-687                                     |                                | 677 en 683 in 1986 in olympische kleuren |
| ICR-2-A     | binnenland   | 32     | 601-608, 611-618, 621-628, 631-638                                     | 306-336                        | 638 werd ICRm 2-B-rijtuig 154 |
| ICR-4-A     | buurland     | 9      | 564-567, 641-646                                                       |                                | |
| ICR-4-A     | buurland     | 4      | 561-564                                                                | 374-377                        | |
| ICR-1-B     | buurland     | 60     | 801-808, 811-818, 821-828, 831-838, 841-848, 851-858, 861-868, 871-874 | 201-260, 571-575               | ICRm 210 verbouwd tot BDs 025, idem 219>023, 221>030, 222>027, 223>032 233>028, 234>026, 245>024, 246>031, 255>029. 256 gesloopt in 2007 na ongeval in Amsterdam op 15 augustus 2005. |
| ICR-2-B     | binnenland   | 60     | 701-708, 711-718, 721-728, 731-738, 741-748, 751-758, 761-768, 771-774 | 101-153, 155-156               | 707, 716, 725, 728 en 757 (vijftal) werden ICRm 2-A rijtuig 301-305 |
| ICR-1-BKD   | buurland     | 43     | 901-908, 911-918, 921-928, 931-938, 941-948, 951-953                   |                                | |
| ICR-4-BKD   | buurland     | 8      | 591-593, 954-958                                                       |                                | |
| ICR-3-A     | Benelux      | 10     | 481-488, 491, 492                                                      | 481-488, 491, 492              | |
| ICR-3-AB    | Benelux      | 10     | 061-068, 071, 072                                                      | 541-550                        | bij verbouwing tot ICRm verbouwd tot volledig B |
| ICR-3-B     | Benelux      | 18     | 401-408, 411-418, 421, 422                                             |                                | |
| ICR-4-B     | Benelux      | 8      | 423-427, 431-433                                                       |                                | |
| ICR-3-BKD   | Benelux      | 10     | 971-978, 981, 982                                                      | 971-978, 981, 982              | |
| ICR-3-Bs    | Benelux      | 11     | 101-108, 111-113                                                       |                                | 101 in 2011 naar Spoorwegmuseum, rest gesloopt. |

## Verbouwing
Tot medio 2006 onderging ICR een grondige opknapbeurt, waarbij zowel technische aspecten als het interieur werden aangepakt. De verbouwde rijtuigen worden aangeduid met ICRm. De Benelux-stuurstanden werden als enige niet gemoderniseerd; deze stonden op de nominatie om gesloopt te worden, wat in 2011 gebeurd is. Het interieur van de rijtuigen werd volledig vernieuwd, waarbij de indeling ook gewijzigd werd. De rijtuigen kregen airconditioning en een licht gewijzigd kleurenschema aan de buitenkant.
Een aantal ICR-binnenland-rijtuigen is verbouwd tot stuurstandrijtuig, ofwel een rijtuig met een cabine voor de machinist. Deze nieuwe stuurstandrijtuigen zijn uiterlijk grotendeels gelijk aan de Benelux-stuurstandrijtuigen, maar er zijn enkele belangrijke technische verschillen. Deze stuurstanden zijn bijvoorbeeld geschikt gemaakt voor inzet in combinatie met 1700-locomotieven. Voorts zit de machinist niet links, maar in het midden, en de stuurstand is daarom te herkennen aan het ontbreken van een middenstijl in de voorruit.
De meeste rijtuigen (zowel eerste als tweede klas) die ingezet worden in de Beneluxtrein Amsterdam Centraal – Brussel-Zuid zijn overgeschilderd in de kleurstelling van NS Hispeed. Deze rijtuigen hadden dezelfde roze-rode kleurstelling als de Fyra voor de HSL-Zuid. Behalve de kleurstelling hadden ook de stoelen een andere kleur stof en is het toilet een gesloten systeem geworden. Nadat het Fyra -concept werd verlaten, is opnieuw de oorspronkelijke kleurstelling (geel/blauw) aangebracht.
In 2007 heeft zich een kleine wijziging voorgedaan: de handgreep om de buitendeur te openen is vervangen door een drukknop. Dit heeft te maken met het omzetten van gewone stammen naar treinstelmodus. Voordeel hierbij is dat de machinist - nadat de hoofdconducteur de deuren heeft gesloten - te zien krijgt dat hij kan vertrekken. Tevens is dit verplicht voor treinen die over de hogesnelheidslijn rijden.

## Inzet

### Eerste inzet
De eerste rijtuigen ICR die vanaf 1980 werden geleverd, werden ingezet in de verbinding Den Haag – Keulen via Venlo. Op deze route vervingen zij stamsgewijs de oude rijtuigen plan K en plan N. Nadat deze serie volledig met ICR gereden kon worden gingen de rijtuigen vanaf 1981 ook in de series 800/900 (Zandvoort aan Zee – Maastricht / Heerlen) rijden. Anders dan op de route Den Haag – Venlo, vervingen de nieuwe rijtuigen hier de oude Plan E's een voor een, wat samen met de versterkingsrijtuigen plan W (die in die tijd juist werden overgeschilderd) bonte samenstellingen opleverde.

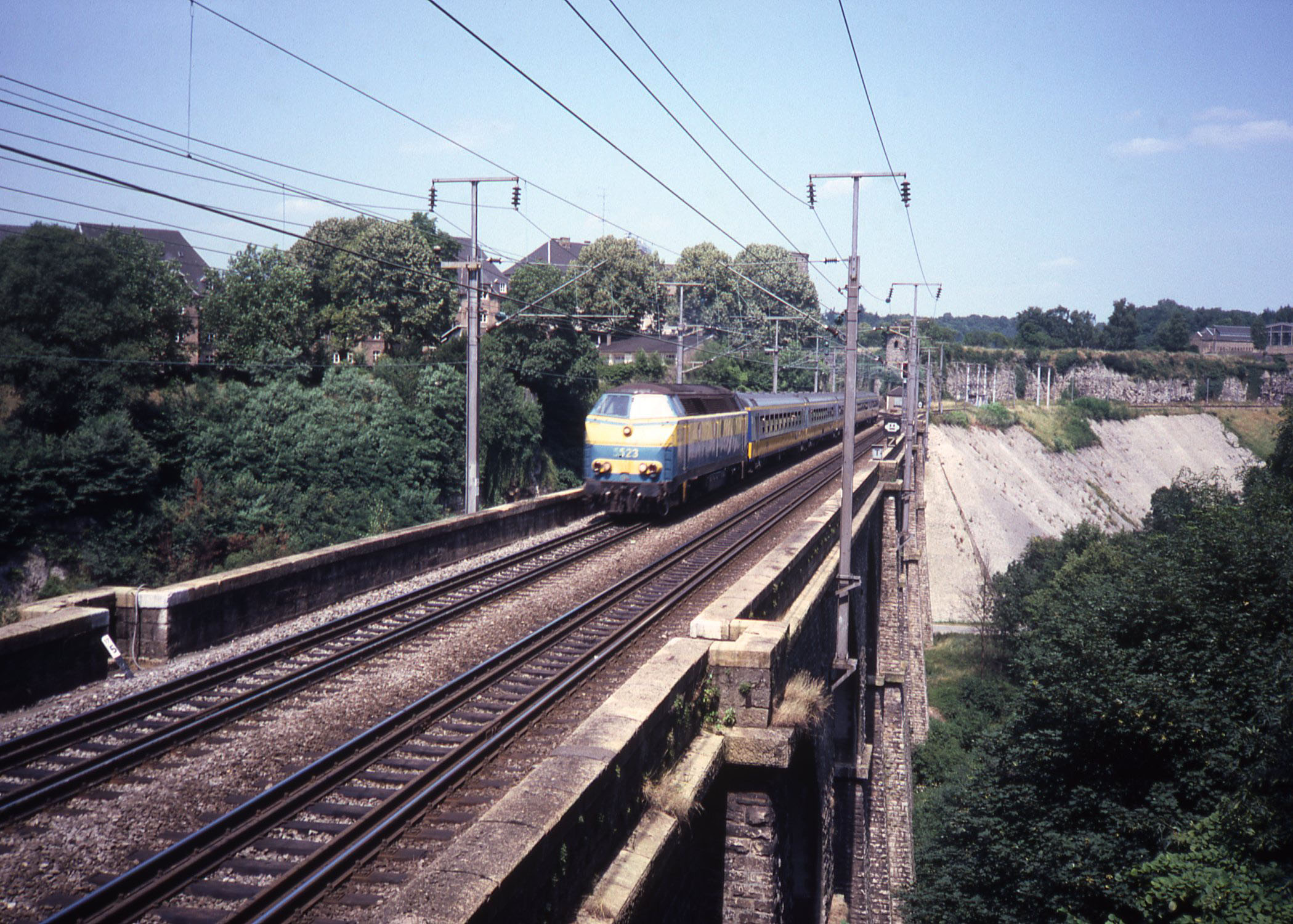
Nederlandse ICR-rijtuigen in Luxemburg in 1983.

Doordat er halverwege jaren 80 veel getrokken rijtuigen en locomotieven waren, werd er ook tijdelijk ICR ingezet in de serie 2100 (Amsterdam – Vlissingen) en later ook in de serie 2900 (Amsterdam – Nijmegen). Toen oudere locomotieven (NS 1100 en NS 1200) en rijtuigen (plan E) eind jaren 80 terzijde werden gesteld, werden de inzet op deze trajecten weer beëindigd.
In de jaren 90 wijzigde er weinig aan de inzet. Wel werd het ICR vanwege materieeltekort zo af en toe op de buurlandverbinding met Keulen vervangen door rijtuigen van de DB. Het ICR kwam echter wel weer te rijden in de zomer-weekendverbinding Amsterdam – Luxemburg. Hier reden de rijtuigen samen met een fietsen- en een buffetrijtuig.

### Materieeltekort
Vanaf 1999 werden de ICR-rijtuigen gereviseerd en dat leidde ertoe dat totaal 25 rijtuigen 'uit de omloop' (uit dienst) werden gehaald, waaronder een deel van de IC+-rijtuigen. Op de verbinding Den Haag – Venlo / Heerlen (series 1900/2500), werd hun plaats ingenomen door gehuurde rijtuigen van de NMBS en de DB.
Na verloop van tijd raakten steeds meer ICR-rijtuigen defect, met tot gevolg dat ze steeds vaker moesten worden vervangen door gehuurde rijtuigen. Daardoor ontstonden de meest bonte samenstellingen. ICR had moeten rijden in de series 800/900 (geheel), 1900/2500 (samen met gehuurd materieel) en 3600 (enkele treinen). Een van de maatregelen die NS nam om het materieeltekort structureel terug te dringen was de aanschaf van oude Duitse rijtuigen, het type ICK. Toen die rijtuigen allemaal in Nederland waren, was het tekort in principe grotendeels opgelost. Er hoorde dan ook geen ICR meer te rijden in de 1900/2500 en maar ten dele in de series 3500 en 3600. De praktijk pakte anders uit. Er werd nauwelijks gerangeerd en het materieel werd tamelijk passief beheerd. De stammen voor de series 800/900 en 3500 werden daardoor na verloop van tijd door elkaar gebruikt en zijn gemengd geraakt. ICR en ICK kwam steeds meer door elkaar voor, aangevuld met andere losse rijtuigen (o.a. gehuurde K4's, plan W- en DDM-1-rijtuigen).
Een bijzonder creatieve oplossing kwam in 2002 de baan op. Vier rijtuigen ICR, voorzien van een stuurstroomkabel, werden tussen een DD-AR stuurstand (Bvk) en een loc 1700 ingezet. Er werden vier van deze combinaties gemaakt, en deze gingen rijden tussen Eindhoven, Utrecht en Amsterdam (serie 3500). Op deze manier spaarde de NS een aantal locomotieven uit om treinen op de IJssellijn mee te kunnen rijden. Er was een probleem: de trein in 3500 bestond uit tien rijtuigen en was daarmee te lang om als trek-duwtrein te mogen worden ingezet. Er werd besloten maar twee combinaties op de IJssellijn in te zetten, de derde te gebruiken als stoptrein tussen Utrecht en Geldermalsen en de vierde op reserve te houden. Deze vierde reserve heeft in 2003 ook een aantal dagen de stoptrein Utrecht – Rhenen gereden.

### 2003 tot 2013

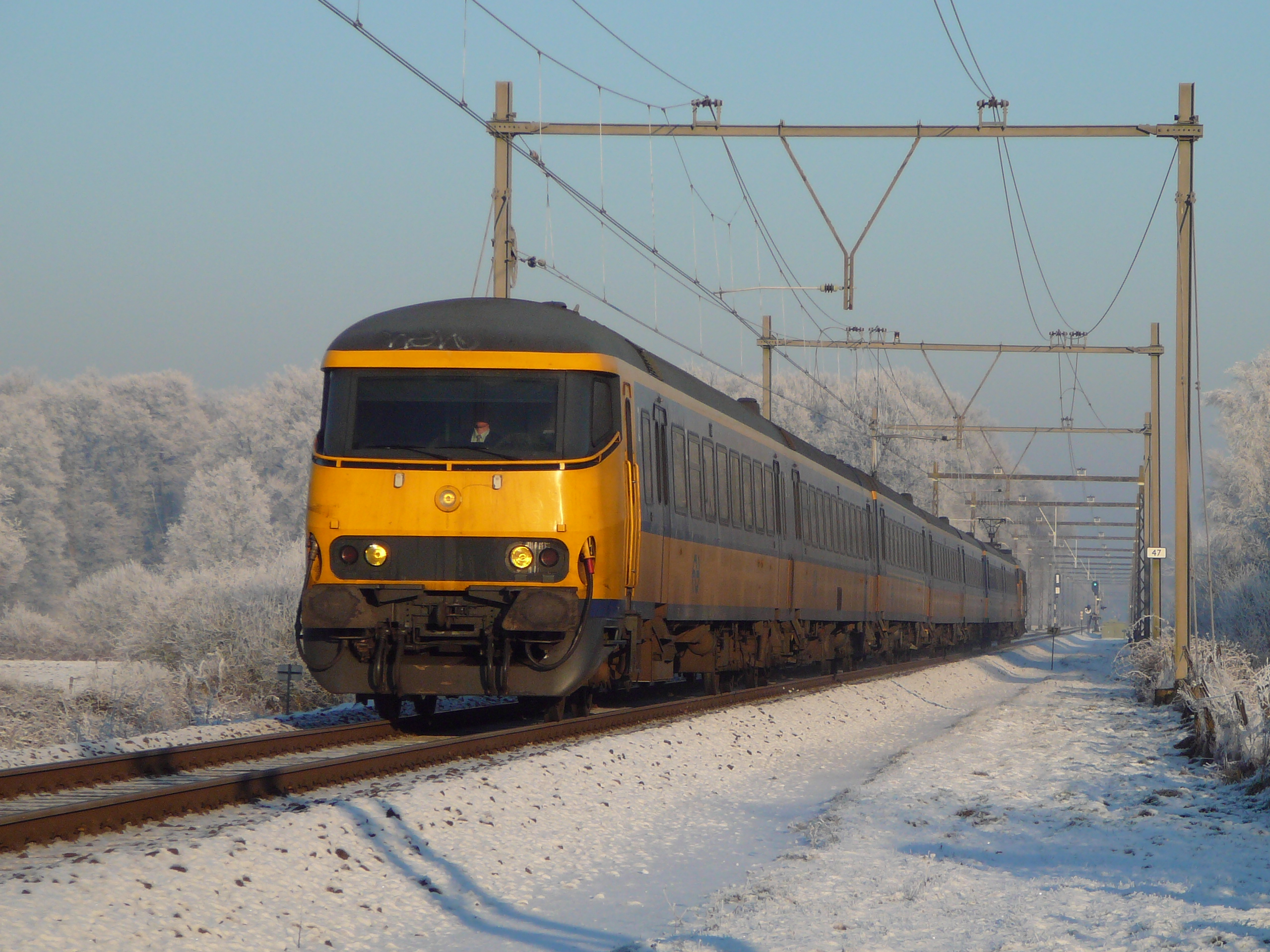
Een compositie met zeven ICRm-rijtuigen, geduwd door loc 1773, is op 10 januari 2009 onderweg van Zwolle naar Roosendaal, bij Diepenveen.

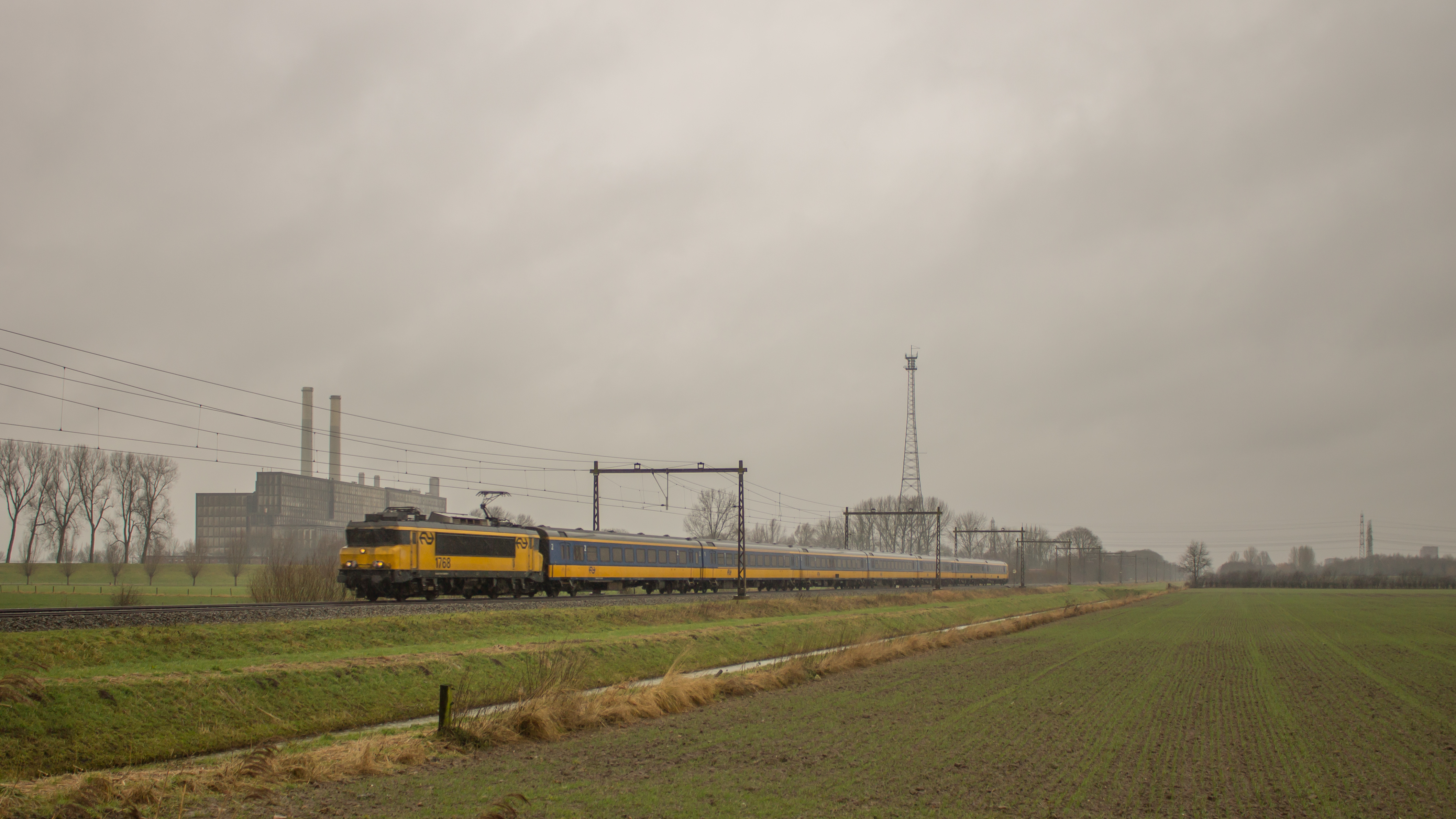
Loc 1768 is met IC 3649 onderweg naar Roosendaal. De trein is net vertrokken vanuit Zwolle en passeert de IJsselcentrale.

In augustus 2003 werd de gemengde inzet van ICR en ICK beëindigd, waarna ICR niet meer ingezet werd in de treinseries 1900 en 2500 (Den Haag – Venlo / Heerlen). Bij de start van de dienstregeling 2004 werden de ICR-treinen met DD-AR-stuurstand opgeheven.
De eerste tien stuurstanden verschenen in de serie 3600 (Zwolle – Roosendaal), in de zomer 2004 reden de BDs'en ook in de treinseries 800 en 900. Deze inzet werd steeds verder uitgebreid en uiteindelijk konden begin 2005 alle treinen in deze serie in trek-duwformatie rijden. De stuurstroomkabels om signalen door te geven tussen de BDs en 1700 waren nogal storingsgevoelig en niet ontworpen om vaak te worden losgemaakt. En juist dat gebeurde nou net bij de manier waarop het ICR werd onderhouden. Daardoor kwam het regelmatig voor dat er een loc voor of op de positie van de BDs wordt gezet.
Een forse omloopwijziging vond plaats in april 2005. Alle trek-duwtreinen op de IJssellijn werden geruild met het VIRM in de serie 800/900. Op de IJssellijn kwam geen ICR meer, en tussen Haarlem en Limburg reden voortaan alle treinen met ICR.
Vanaf september 2005 werd het stammetjes-bedrijf voor ICR ingevoerd, dat wil zeggen dat er vaste combinaties van enkele rijtuigen waren (treinstammetjes); een trein bestond dan uit een locomotief, een of meer van die vaste combinaties, en eventueel nog losse rijtuigen. De volgende stammetjes kwamen op de baan:
- 5100: losse B
- 5200: BDs
- 5500: Bf
- 5600: B + A + B
- 5700: BD
- Later kwam daar ook nog de 5800 bij, een Bf-B-Bf of BD-Bf-BD.

Daarnaast werden ook de DDM-1-rijtuigen voor de Intercitydienst opgenomen in de stammen en werden genummerd in de serie 5900. De treinen voor de series 800/900 werden als volgt samengesteld: loc - BAB - BAB - BAB - B - B - BDs. Hierbij mochten de losse B's ook worden vervangen door een Bf of BD. Verder kwam in een aantal stammen in plaats van een losse B tegen de BDs, een DDM-1 Bv te rijden.

### Naar de HSL-Zuid/4

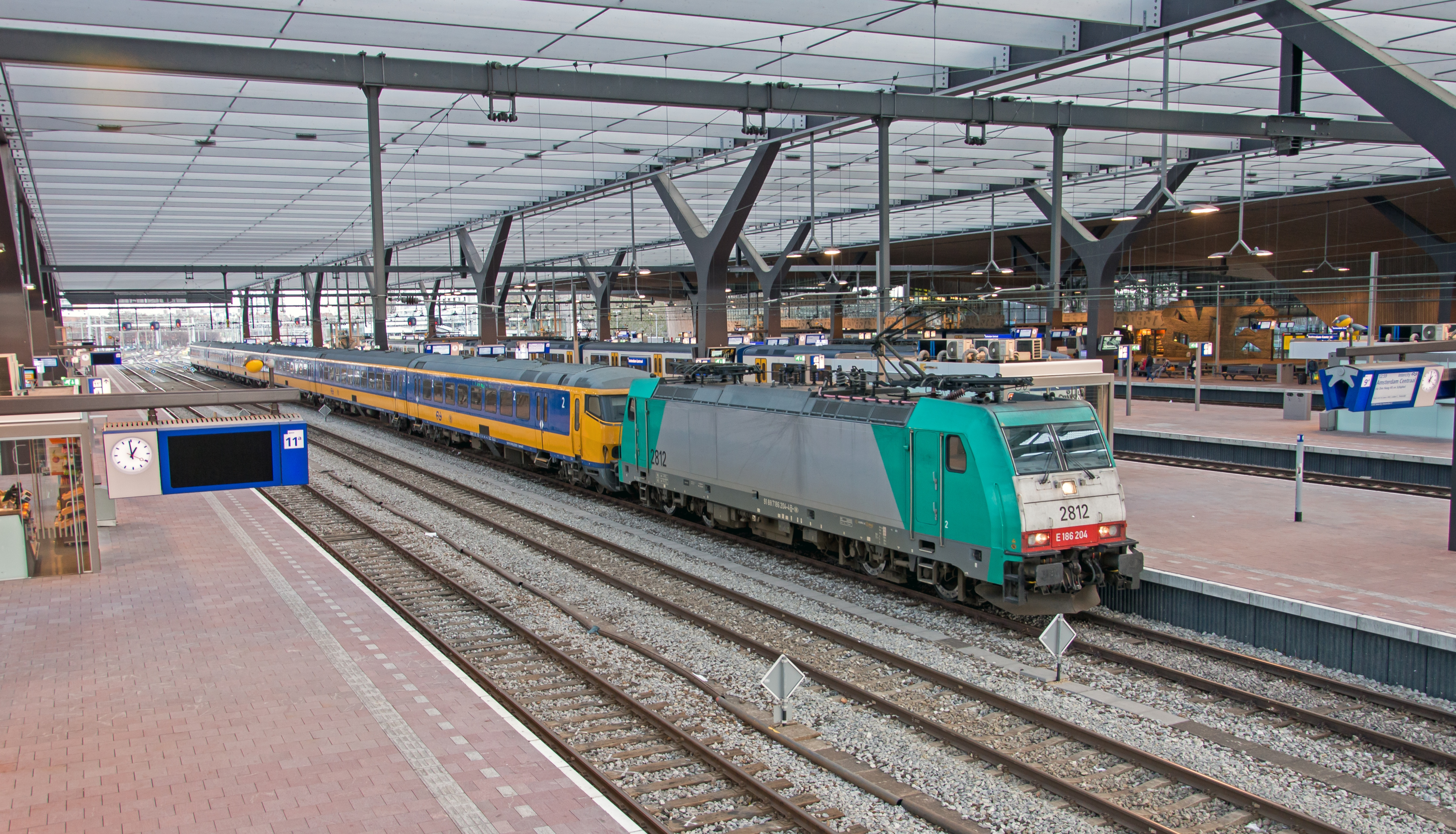
TRAXX-loc NMBS 186 204 met IC 9231 Brussel – Amsterdam te station Rotterdam Centraal; 4 januari 2015.

In 2013 werden de composities weer gewijzigd, naar vaste combinaties van zeven of negen rijtuigen. De zevendelige stammen kregen de nummers 15700 en de negendelige de nummers 15100. Dit in afwachting op een revisie voor gebruik op de hogesnelheidslijn Schiphol - Antwerpen (HSL-Zuid/HSL 4). De zevendelige stammen gingen bestaan uit B-A-B-B-A-B-BDs en de negendelige werden ingedeeld in Bf-Bf-B-A-B-B-A-B-BDs. In de zomer van 2014 is begonnen een aantal rijtuigen een nieuwe verflaag te geven. Hierbij zijn ook witte pijlen op de deuren aangepast, zoals al het geval is bij DDZ. In het najaar van 2014 startte Nedtrain met een proef voor het inbouwen van een stuurtafel in een BDs die de TRAXX-locomotieven kon aansturen. In april van 2015 is gebleken dat de proef niet succesvol was, waarbij het verbouwingsproject ten einde kwam. Hiermee zullen de stuurstandrijtuigen definitief niet meer voor besturing van de trein dienen, en voortaan als normaal rijtuig meerijden. De twee proefrijtuigen zijn uiteindelijk naar de sloop afgevoerd. In de cabines van de stuurstanden is alles dan ook buiten werking gezet. Als vervanging heeft de NS een nieuwe order van 26 NS-TRAXX-locomotieven bij Bombardier besteld, wat als eerder als optie werd genomen bij de order van de eerste serie.

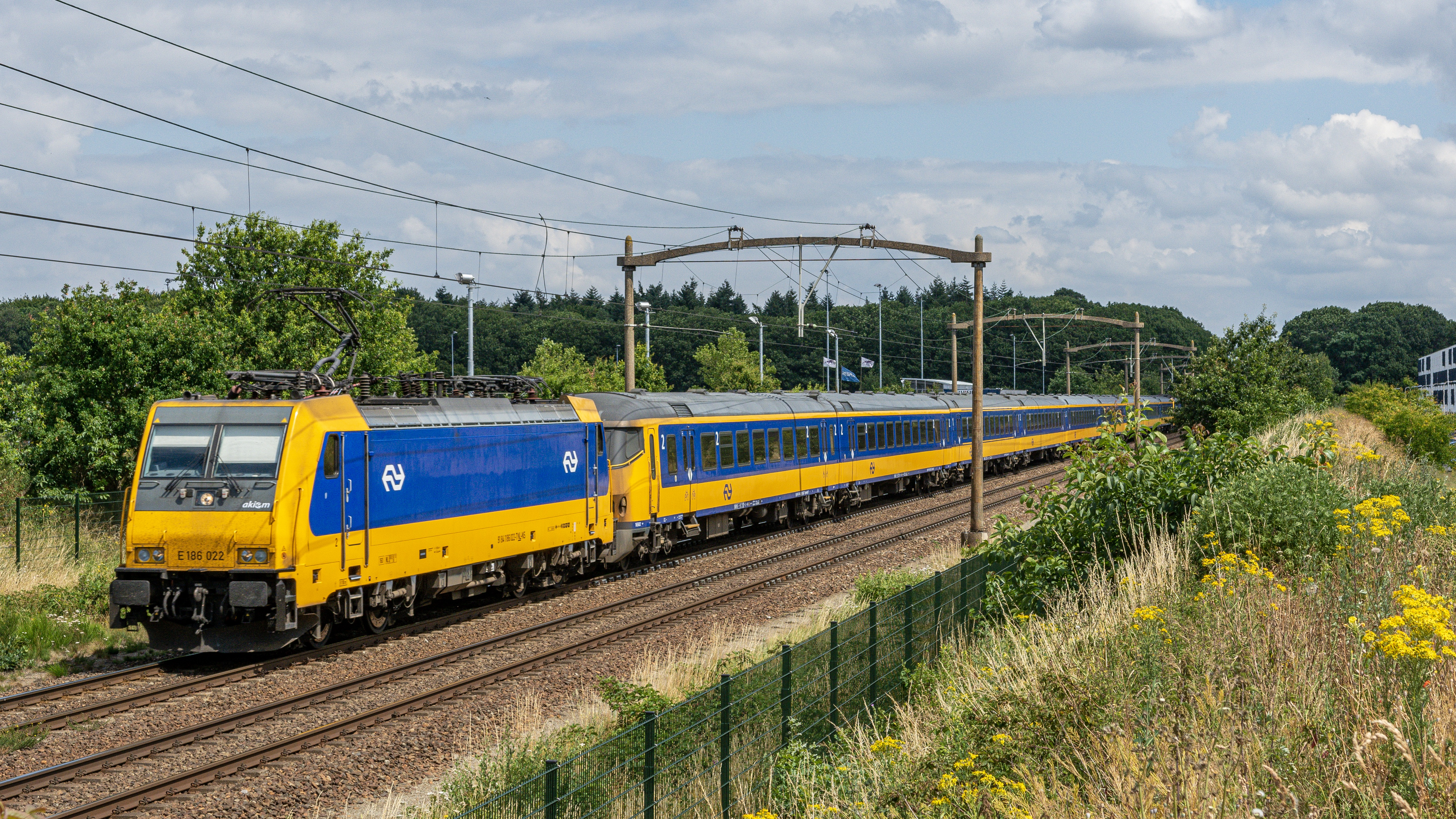
TRAXX-loc NS 186 022-117 met Intercity direct 1150 naar Station Den Haag Centraal, voor station Tilburg Reeshof; 7 juli 2019.

De treinstammen die over deze hogesnelheidslijn mogen rijden, bestaande uit zes rijtuigen in de NS Hispeed-kleuren, werden sinds dienstregeling 2008 aangeduid in de serie 4900. In 2015 reden deze stammen met een TRAXX-locomotief in treinserie 900 (Intercity direct) tussen Amsterdam en Breda. In 2016 zijn deze rijtuigen gereviseerd, waarbij ze zijn ingedeeld in een nieuwe serie, de 16200. Daarnaast worden de AmRo-shuttletreinen (de Intercity direct die sinds oktober 2015 een uurdienst vormt tussen Amsterdam en Rotterdam) gereden met stammen in de serie 16100, bestaande uit 6 gereviseerde ICR's inclusief een gedegradeerd stuurstandrijtuig. Ook zijn er proeven gedaan met de serie 16500, die vanaf eind 2016 in treinserie 1900 is gaan rijden. Vooralsnog hebben deze dezelfde samenstelling als de serie 16100, maar hier komen uiteindelijk drie rijtuigen bij. Deze rijtuigen zouden eerst in de Intercity direct gaan rijden, om de 4900-stammen die in revisie gaan tijdelijk te vervangen.

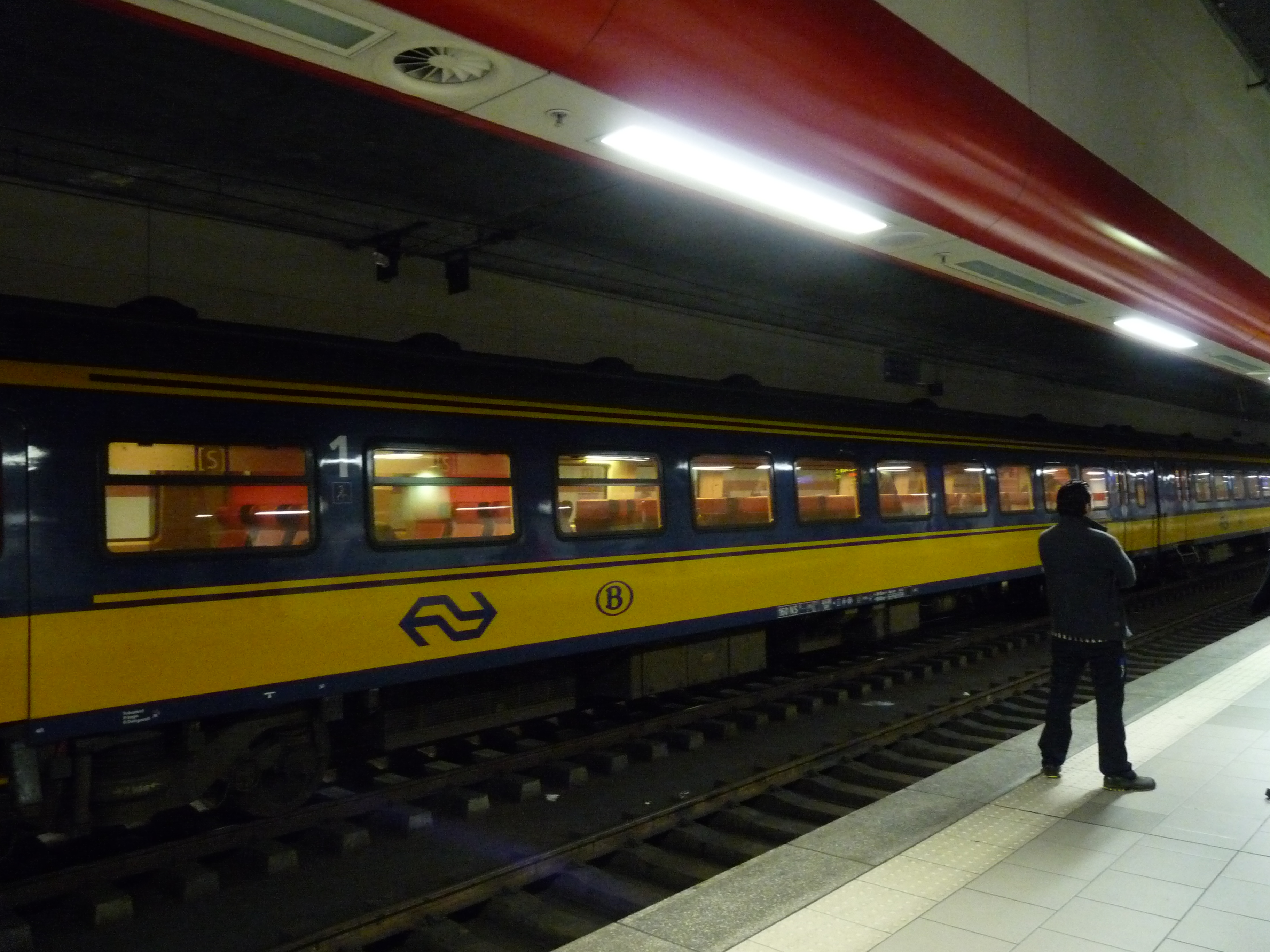
Nederlandse Beneluxrijtuig met logo's van beide betrokken spoorwegmaatschappijen, in station Brussels Airport-Zaventem: 17 februari 2017.

De Beneluxtrein werd gereden met stammen die ingedeeld waren in de 4700-serie, stammen van zes of zeven rijtuigen bestaande uit een mix van IC- en NS Hispeed-gekleurde rijtuigen. Sinds de dienstregeling 2015 rijden ook zesdelige gereviseerde stammen in de serie 16400 in diezelfde diensten, ook deze stammen hebben een gedegradeerd stuurstandrijtuig. Deze rijtuigen zijn geschikt gemaakt voor de HSL-Zuid, omdat de Beneluxtrein vanaf dienstregeling 2017 (effectief pas per 9 april 2018) over de HSL-Zuid is gaan rijden tussen Rotterdam en Antwerpen. De serie 4700 is in 2016 gereviseerd en deze rijtuigen kregen eveneens een nummer in de 16400-serie.
Sinds de zomer van 2016 zijn er geen rijtuigen in de NS Hispeed-kleuren meer. De 4700-stammen zijn allemaal gereviseerd en vernummerd naar 16400, de 4900-stammen hebben het 16200-nummer gekregen. Beide series rijden sinds augustus 2016 in de Benelux-dienst, waarbij de oude 16400-stammen tijdelijk uit dienst waren om geschikt gemaakt te worden voor de HSL-Zuid. Sinds dat het geval is, zijn de 16200 en 16400 technisch gelijk.

### Verkoop aan andere vervoerders
In het najaar van 2024 kocht Leo Mobility (het leasebedrijf van de groep van Leo Express) 72 ICRm-rijtuigen.

## Huidige inzet
In de dienstregeling 2025 wordt het ICRm materieel ingezet op de series 1100 en 9500, vanaf 8 april 2025 enkel nog op serie 1100.
| Serie | Treinsoort                                       | Route | Bijzonderheden |
| ----- | ------------------------------------------------ | --- | --- |
| 1100  | Intercity (NS)                                   | Den Haag Centraal – Den Haag HS – Delft – Rotterdam Centraal – Breda – Tilburg – Eindhoven Centraal                                            | Via HSL. Stopt niet in Schiedam Centrum en Rotterdam Blaak. Wordt in combinatie gereden met ICNG. |
| 9500  | Eurocity Direct, Beneluxtrein (NS International) | Lelystad Centrum – Almere Buiten – Almere Centrum – Amsterdam Zuid – Schiphol Airport – Rotterdam Centraal – Antwerpen-Centraal – Brussel-Zuid | Via HSL. Tussen Schiphol en Rotterdam is bij een reis binnen Nederland een toeslag verschuldigd. Rijdt na 20:00 uur, zaterdagochtend vroeg en op zondag enkel tussen Amsterdam Zuid en Brussel-Zuid v.v. Werd tot 8 april 2025 in combinatie gereden met ICNG / TRAXX + Intercityrijtuig (ICRm). |

Voordat de V250-treinstellen in gebruik genomen zouden worden, werden vanaf september 2009 77 ICRm-rijtuigen tijdelijk ingezet op de binnenlandse verbindingen van NS Hispeed over de HSL-Zuid (Fyra). Op het hogesnelheidstraject rijden de treinen 160 km/h, getrokken door locomotieven serie 186, in een zogenaamde treinstelmodus met over het algemeen vaste combinaties. Daarnaast reden er op klassieke Intercity Amsterdam – Brussel ook nog rijuigen ICR tot de komst van de Fyra Internationaal tussen Amsterdam en Brussel, gereden met V250.
Vanaf december 2012 reed de Fyra Internationaal met V250 en verving de reguliere Intercity tussen Amsterdam en Brussel. De daarvoor ingezette rijtuigen ICR werden buiten dienst gesteld. Wanneer voldoende V250 in dienst gesteld zou worden, zouden ook de ICR-rijtuigen op de Fyra tussen Amsterdam en Breda door dit materieel vervangen worden.
Halverwege januari 2013 werden de treinstellen V250 buiten dienst gesteld. De een maand eerder buiten dienst gestelde rijtuigen van de Intercity Amsterdam – Brussel keerden terug op een voorlopige verbinding tussen Den Haag Centraal en Brussel. Vervolgens kwam er het voornemen om het aantal treinen over de HSL-Zuid/HSL 4 en naar Brussel gereden met ICR te laten toenemen.
De huidige ICRmh-stammen bestaan enkel nog uit zeven-delige stammen (tot 2024 ook uit 9-delige stammen) serienummers van de stammen zijn: SW-7 16100 of 16400; SWB-7 16200 of 16400; SW-9 16500, deze rijden allen in sandwichbedrijf tussen twee TRAXX-locomotieven. De rijtuigen die momenteel nog in dienst zijn, zijn allen voormalige internationale stammen, deze zijn allemaal vrijgekomen omdat ze per 8 april 2025 niet meer ingezet worden op de internationale diensten naar Brussel-Zuid. De vrijgekomen internationale stammen hebben in het voorjaar van 2025 alle binnenlandse stammen vervangen omdat deze er zowel technisch als vanbinnen nog beter aan toe zijn. De binnenlandse stammen waren voorzien van een BDs-stuurstandrijtuig aan één zijde van de trein (cabine niet meer in gebruik). In dit rijtuig bevonden zich de fietsplekken, invalidentoilet en de ruimte voor de hoofdconducteur. De internationale stammen voor de IC Amsterdam - Brussel hebben geen BDs-rijtuig en waren naast het NS-logo ook voorzien van een NMBS-logo op de zijkanten, en van deurstickers met de tekst "Amsterdam Centraal — Brussel-Zuid". In 2018 zijn de stammen voor de IC Brussel met 1 rijtuig verlengd en zijn sindsdien zevendelig.
De bedoeling is dat de ICNG de ICRmh-rijtuigen uiteindelijk gaan vervangen. Op de 900-, 1000- en 1100-serie reden beide materieelsoorten gemengd. De 9-delige sandwichstammen zijn vanaf eind 2024 ingekort tot 7-delige stammen en zullen daarbij ook een eersteklasrijtuig verliezen, wel blijven hun stamnummers hetzelfde. Het inkorten is gedaan om minder ruimte in te nemen in de werkplaats op de Watergraafsmeer tijdens onderhoudsbeurten, dit is tevens hun vaste onderhoudslocatie. 
De terzijde gestelde stammen zijn deels verkocht aan het buitenland, de rest staat opgeslagen op het emplacement Arnhem Goederen. 

## Bijzondere uitvoeringen

### Koninklijk rijtuig

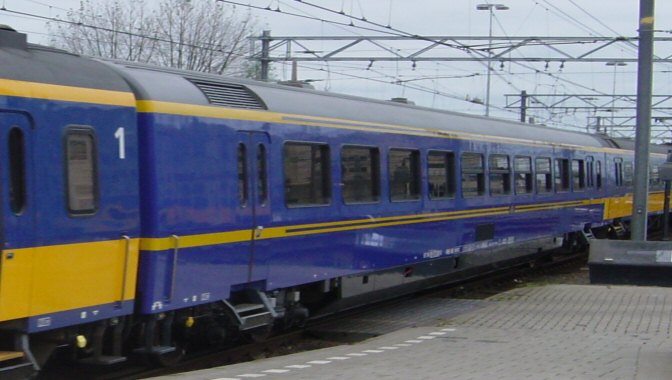
Het koninklijk rijtuig SR 10 is een uit dienst onttrokken eersteklas-rijtuig.

Het koninklijk rijtuig SR 10 is een verbouwd rijtuig ICR-4. Toen begin jaren 90 de oude rijtuigen van de koninklijke trein uit de jaren vijftig vervangen dienden te worden, besloot men gezien het toenmalige overschot aan eersteklas-rijtuigen een bestaand Intercityrijtuig te verbouwen tot koninklijk rijtuig. Dit werd rijtuig 50 84 10-70 647-9, dat in 1992 door Talbot verbouwd werd en het computernummer 61 84 89-70 003-8 kreeg. Het rijtuig heeft twee slaapkamers met twee bedden en een bureau. De grote salon in het midden van het rijtuig heeft een grote tafel met 6 stoelen, 4 comfortabele stoelen, een kleine tweepersoonsbank en twee tafels. Verder bevat het rijtuig een keuken en een kleine slaapkamer voor personeel. Naast een gewijzigde inrichting kreeg het rijtuig extra apparatuur zoals een airconditioning en dieselaggregaat, die door schortplaten aan het oog onttrokken zijn. Het rijtuig is geschilderd in 'koninklijk blauw' met gele banden. In het midden is een kroontje geschilderd.
In 1992 zijn er eveneens twee ICR-A-rijtuigen verbouwd die medio oktober 2012 weer rijvaardig zijn gemaakt. Dit zijn nu de vaste begeleidingsrijtuigen van de SR10. De rijtuigen hebben de nummers SR11 en SR12 en zijn in hetzelfde kleurschema gebracht als het koninklijk rijtuig, met als verschil dat zij niet over een kroontje beschikken.
Deze rijtuigen deden dienst tot 2023, waarna het rijtuig SR10 werd bestemd voor het Spoorwegmuseum.

### Intercity Plus

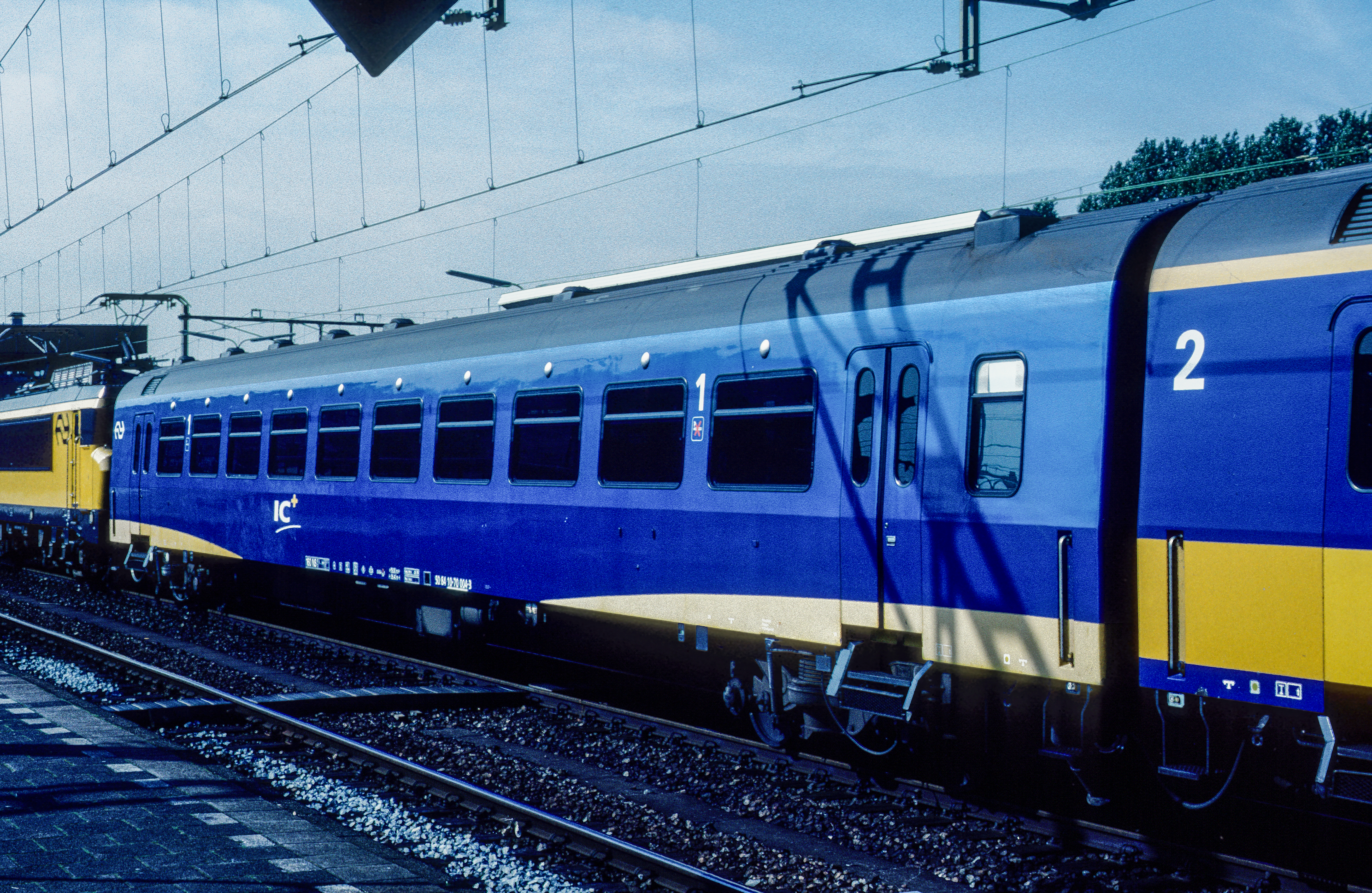
Een rijtuig in de kleurstelling van Intercity Plus.

In 1995 begon NS het Intercity Plus-project in de serie 1500 (Den Haag – Heerlen). Deze verbouwde treinen waren voorzien van extra luxe voor de reiziger, zoals betere stoelen, een kinderspeelhoek met patrijspoorten en telefooncellen. Dit was als test voor een algehele modernisering van ICR-treinstellen die zou gaan plaatsvinden. Op maandag t/m vrijdag reden op dit traject uitgebreide ICR-treinstellen in de treinen 1500. Later werd IC+ uitgebreid naar het weekend. Het project eindigde in 1998 en de aangepaste rijtuigen verhuisden naar de serie 800/900. Later zijn ze opnieuw omgebouwd tot normaal rijtuig.

### Zilverrail

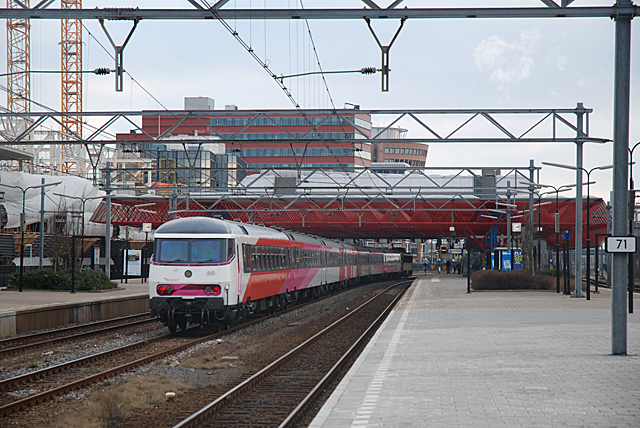
De omgeschilderde Bs op 1 februari 2009 tijdens een proefrit van de Watergraafsmeer naar Alkmaar en terug, hier te Zaandam. Het betreft de compositie 1183 + 4979 + 28.105

Ter gelegenheid van het Zilveren Regeringsjubileum van Koningin Beatrix reed in de herfstvakantie van 2005 (van 17 tot 27 oktober) een bijzondere trein langs een groot aantal stations in Nederland. De trein bestond uit voor de gelegenheid verbouwde en deels opnieuw ingerichte ICR-rijtuigen. De tien rijtuigen waren gevuld met onder andere muziek, sport, media, cultuur, games, literatuur en lifestyle. Veel (jongeren)organisaties waren bij de invulling van de rijtuigen betrokken, waaronder de Taskforce Jeugdwerkloosheid, het CWI, NOC*NSF, War Child, Amnesty International en de Kunstbende. Na afloop werden de treinen alsnog verbouwd tot ICRm-rijtuig.

### Hispeed Bs
Ter gelegenheid van de eenjarige samenwerking tussen NS Hispeed en Nedtrain Watergraafsmeer is stuurstandrijtuig 50 84 28-70 105-8 in januari 2009 voorzien van een NS Hispeed-kleurstelling. De omschildering was het initiatief van twee NedTrain-medewerkers, die dit met hulp van collega's en bekenden in geheel eigen tijd hebben uitgevoerd. Het rijtuig is na enige tijd defect geraakt waarna het alleen als getrokken rijtuig kon worden gebruikt. Uiteindelijk is het vanwege ouderdom in 2011 gesloopt, samen met alle andere Bs-stuurstandrijtuigen, op een na (de 28 101) dat naar het Spoorwegmuseum is gegaan.

## Interieurfoto's

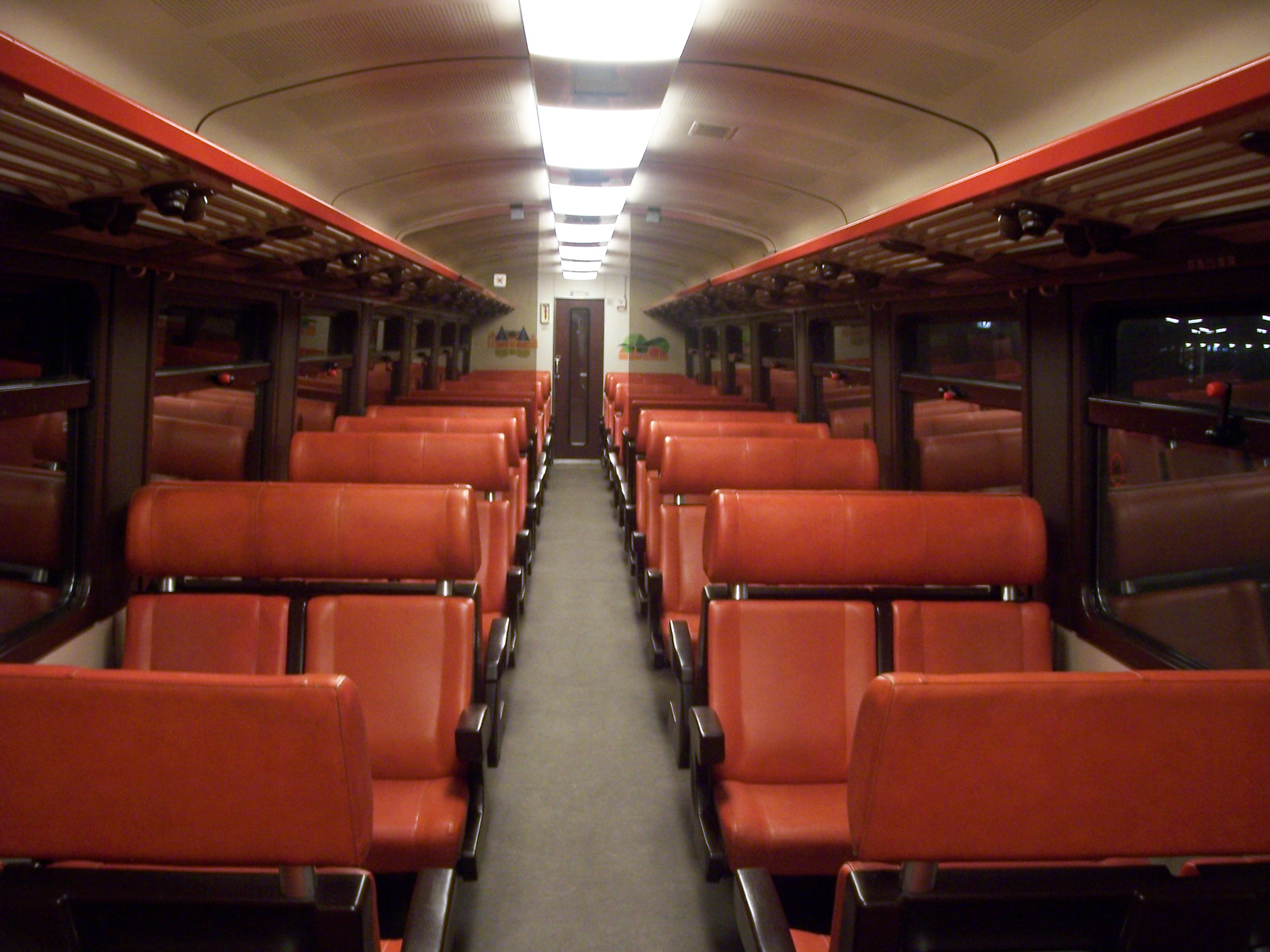
Origineel interieur 2e klas
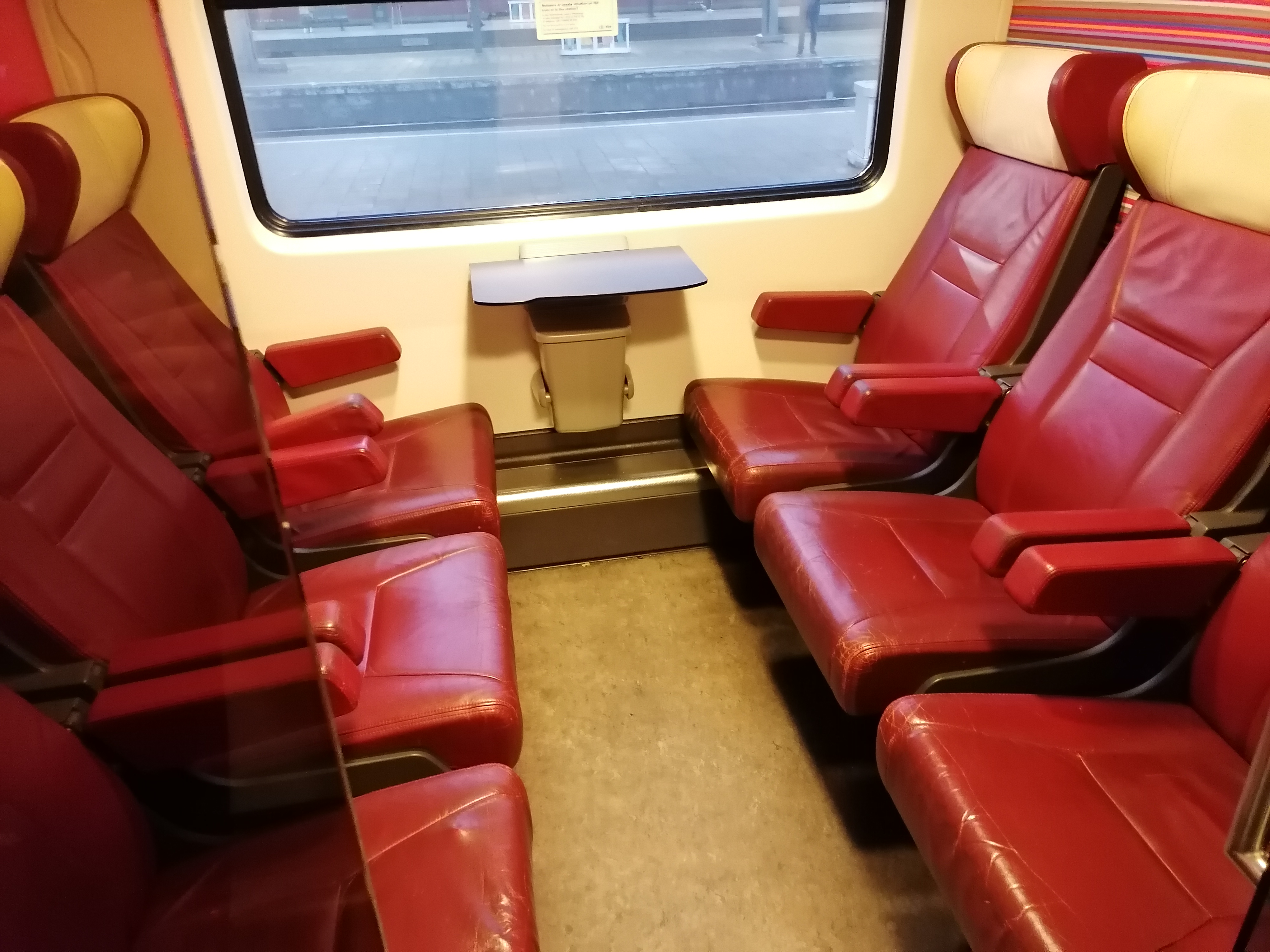
Interieur cabine 1e klas ICRm
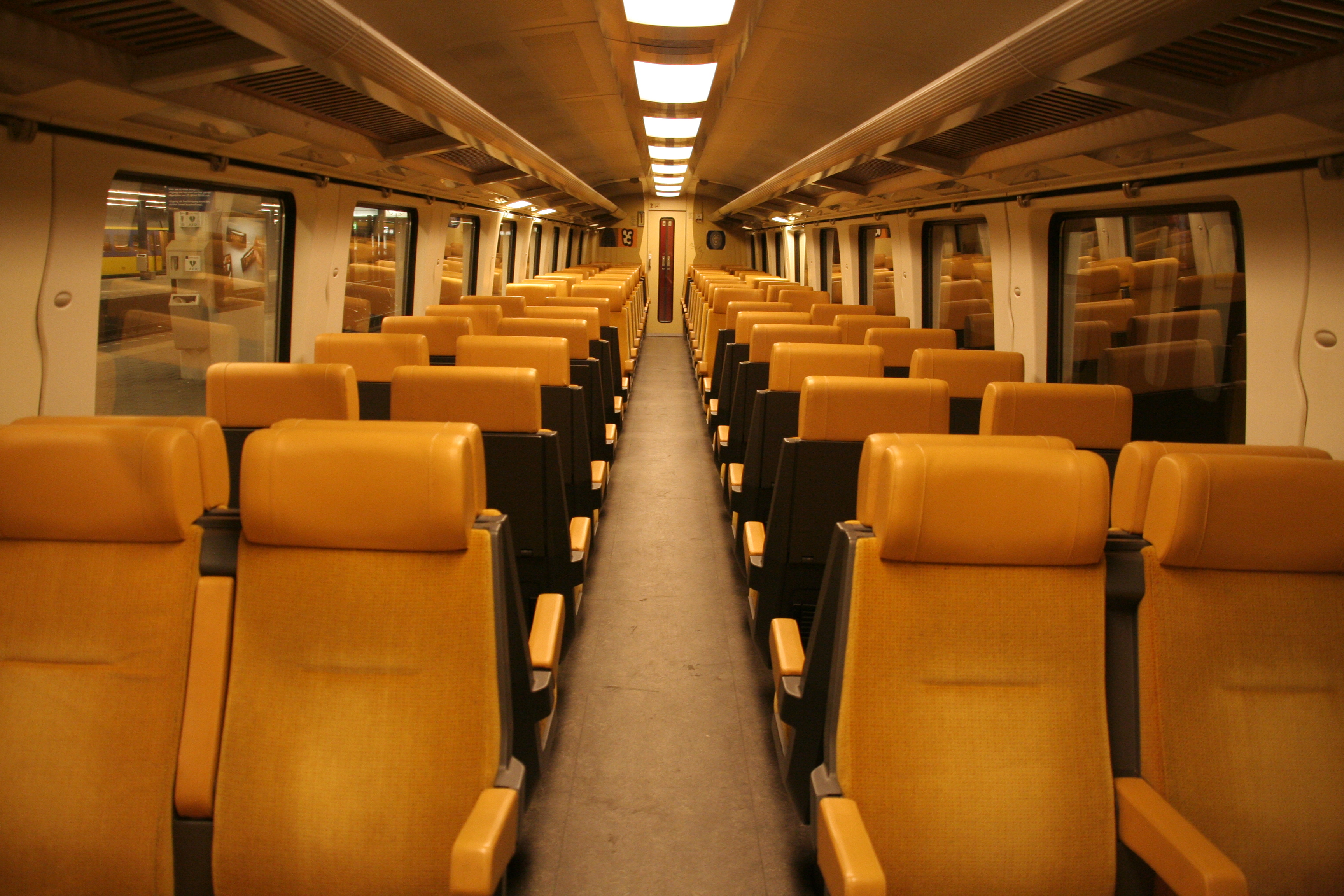
Gerenoveerd interieur 2e klas
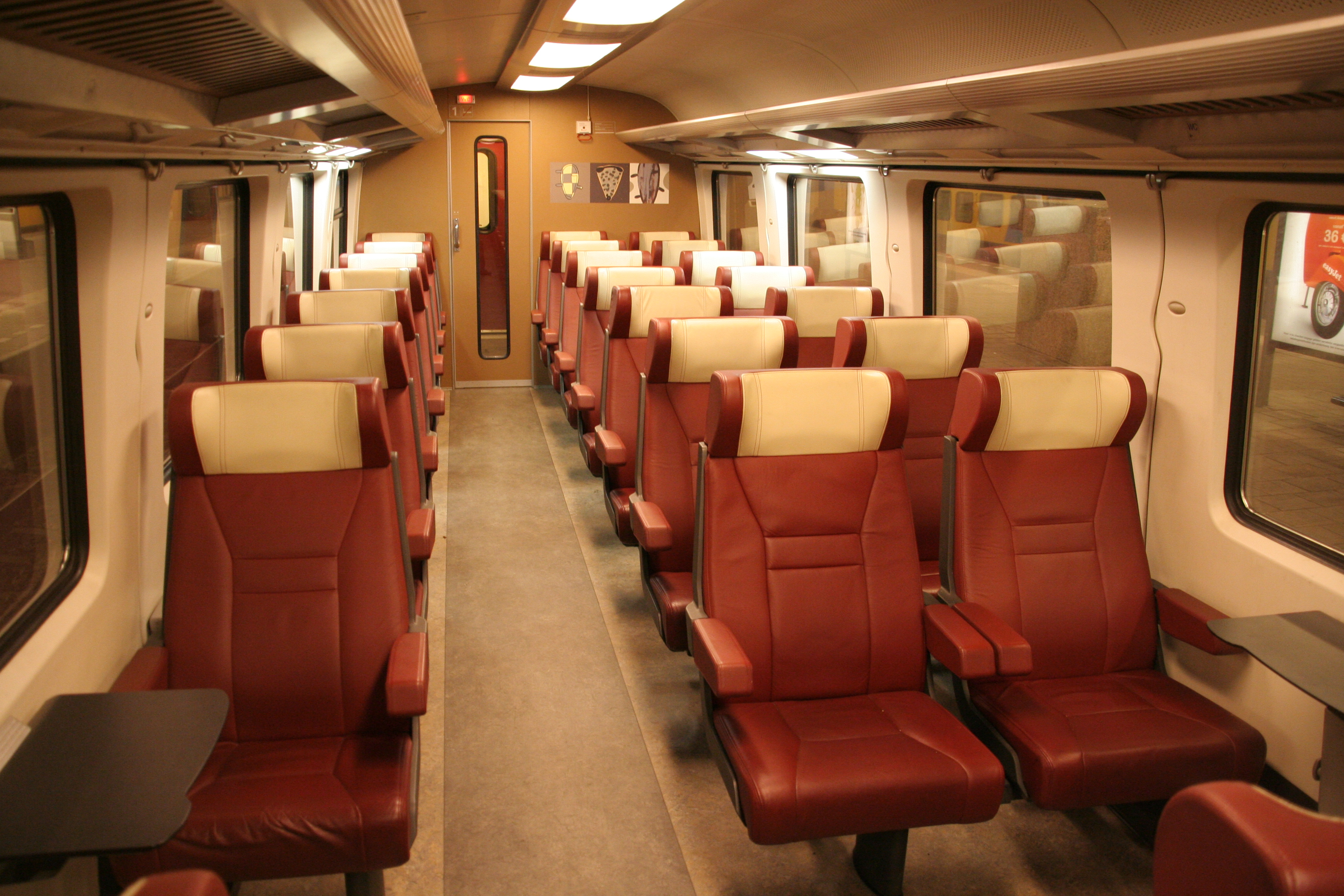
Gerenoveerd interieur 1e klas
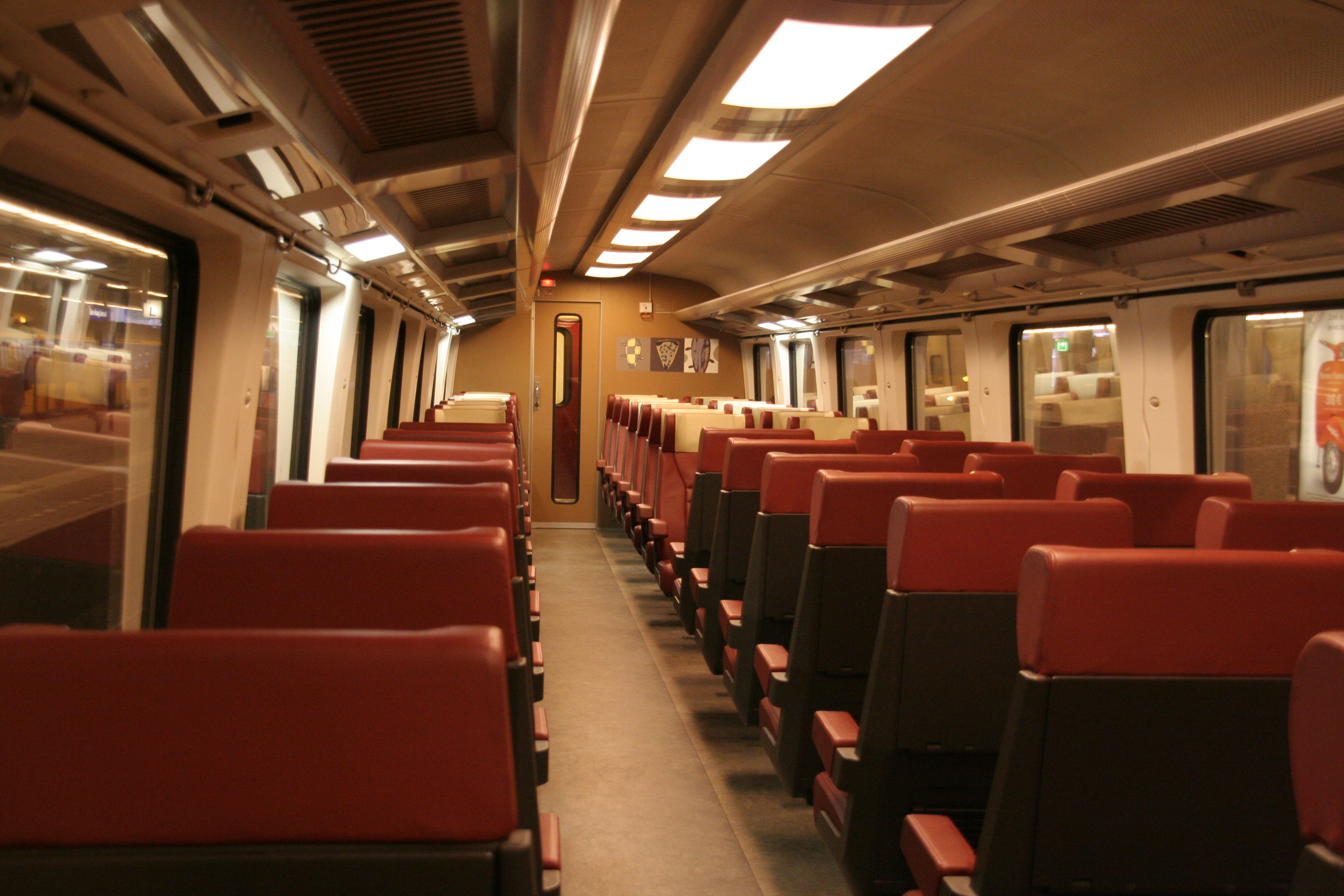
Gerenoveerd interieur 1e klas
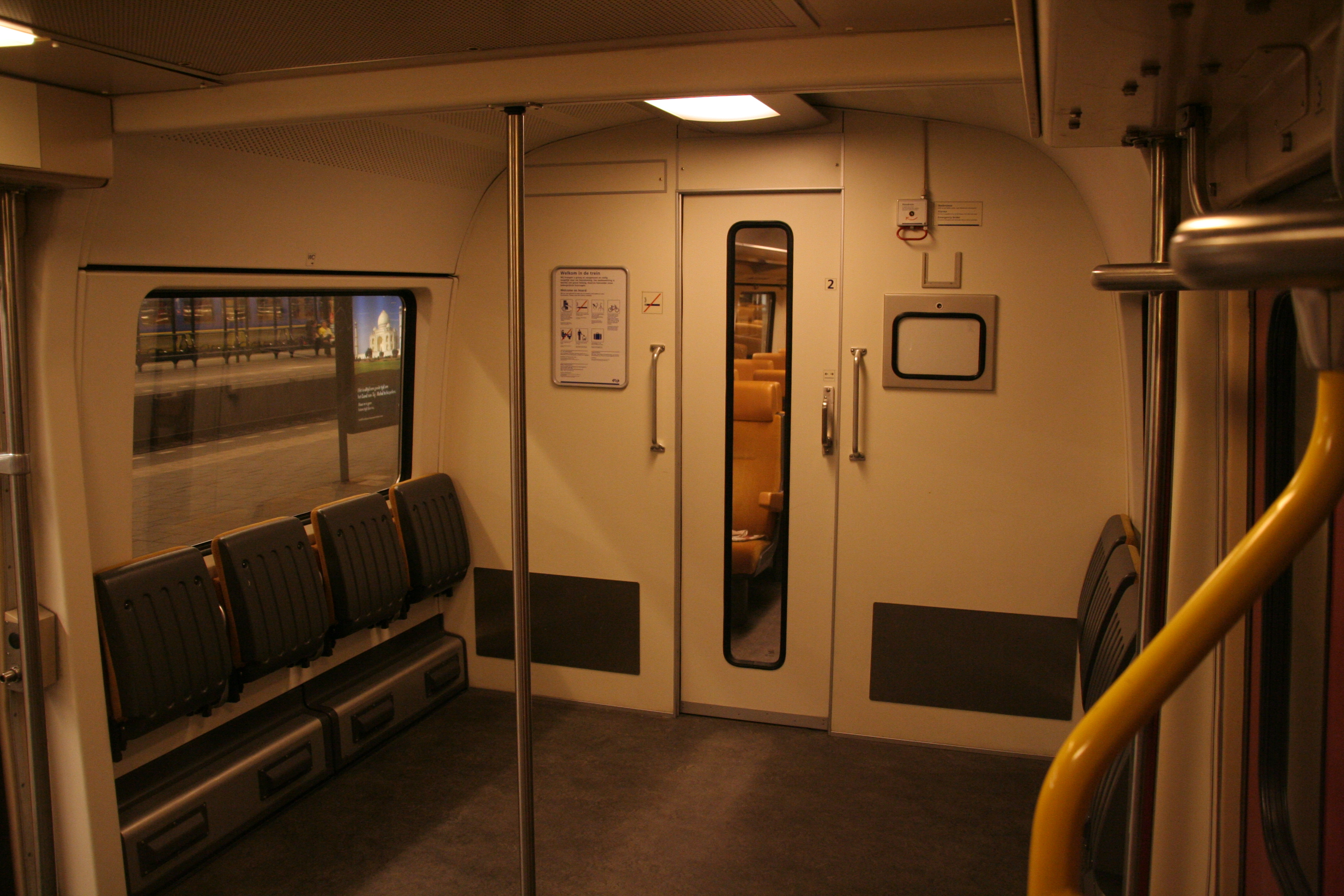
Balkon van een BF-rijtuig met een 2e klas en een kleine bagageruimte